# Бриндзя Зіновій Федорович
Зіновій Федорович Бриндзя (нар. 3 травня 1950, с. Шупарка, Чортківський район, Тернопільська область) — український учений. Доктор економічних наук (1997), професор (1998), завідувач кафедри економіки і підприємництва Хмельницького економічного університету. Заслужений діяч науки і техніки України (2001).

## Життєпис
народився 3 травня 1950 року в с. Шупарка Борщівського району Тернопільської області. У 1976 році закінчив Львівський сільськогосподарський інститут (тепер — Львівський національний університет природокористування) за спеціальністю «Землевпорядкування». У 1976—1979 роках працював старшим інженером-землевпорядником в колгоспі «Поділля» Тернопільського району. З 1980 по 1986 роки — інструктор з дорожніх робіт «Оргтехбуду» м. Тернополя, у 1986—1995 роках — головний архітектор Тернопільського району. У 1993 році захистив кандидатську дисертацію у Львівському відділенні інституту економіки АН України на тему; «Методи оцінки використання сільськогосподарських угідь регіону (на прикладі Тернопільської області)».
У 1995 році перейшов працювати в Тернопільську академію народного господарства (тепер — Тернопільський національний економічний університет), де очолив кафедру земельних відносин і технологій АПК. У 1997 році захистив докторську дисертацію в Раді з вивчення продуктивних сил України (м. Київ) на тему: «Еколого-економічні проблеми використання природних сільськогосподарських ресурсів західного регіону України».
Доктор економічних наук з 1997 року. Вчене звання професора присвоєно у 1998 році по кафедрі земельних відносин і технологічних дисциплін Тернопільської академії народного господарства.
З 2007 року й до цього часу завідує кафедрою економіки і підприємництва Хмельницького економічного університету.

## Наукова діяльність, праці
Професор Бриндзя, як учений економіст-аграрник, активно і плідно працює над еколого-економічними проблемами використання земельних ресурсів в умовах переходу до ринкової економіки, а також розробляє концепцію з питань ринку землі і нерухомості, комерційної діяльності в землекористуванні та оцінки земель і нерухомості. Його наукові розробки мають важливе наукове і господарське значення, широко застосовуються в практиці розвитку земель-них відносин і ринку землі в західному регіоні України.
За матеріалами наукових досліджень опубліковано більше 50 наукових праць, в тому числі дві монографії одноосібно та дві — у співавторстві, три навчальних посібники та один підручник. Серед них:
- Бриндзя З. Ф. Сільськогосподарські угіддя західного регіону України та їх використання в нових умовах використання. — Тернопіль: Збруч, 1995. — 124 с.
- Бриндзя З. Ф. Еколого-економічні проблеми використання земельних ресурсів західного регіону України. — Тернопіль: Збруч, 1997. — 149 с.
- Бриндзя З. Ф. Економіка підприємств АПК. — Тернопіль: вид-во ТАНГ, 1996. — 165 с.
- Бриндзя З. Ф. Земельна реформа в умовах західного регіону України // Зб. наук. праць: Ефективність реформування аграрної сфери і шляхи раціонального використання природних ресурсів Поділля. — Тернопіль: вид-во ТАНГ, 1996. — С. 64-70.
- Бриндзя З. Ф. Теоретичні і методичні положення формування системи земельного кадастру // Зб. наук. праць: Ефективність реформування аграрної сфери і шляхи раціонального використання приро-дних ресурсів Поділля. — Тернопіль: вид-во ТАНГ, 1996. — С. 84-91.
- Бриндзя З. Ф. Антропогенно-техногенне навантаження на природне середовище і його вплив на використання земель в захід-них областях України // Зб. наук. праць: Проблеми проведення земельної реформи в Україні та впровадж. нових технологій в сільського-сподарське виробництво. — Тернопіль: вид-во ТАНГ, 1997. — С. 28—32.
- Бриндзя З. Ф. Реформування земельних відносин в Україні. — Тернопіль: вид-во ТДЕУ, 2001. — 174 с.
- Бриндзя З. Ф. Аналіз екологічної ситуації західного регіону України та її вплив на якість сільськогосподарських угідь. — К.: Ін-т регіональних досліджень НАН України, 1996. — 10 с.